# Danh sách đại sứ quán tại Hà Nội
Danh sách cơ quan ngoại giao nước ngoài tại Hà Nội bao gồm:
- 81 đại sứ quán.
- 1 phái đoàn.
- 1 văn phòng kinh tế - văn hóa.
- 8 văn phòng các Tổ chức Quốc tế và các cơ quan của Liên Hợp Quốc.

## Danh sách các đại sứ quán
| Đại sứ quán       | Địa chỉ                                                                                                  | Tel                              | Fax                    | E-mail                                                                      | Website                                                          |
| ----------------- | --- | -------------------------------- | ---------------------- | --------------------------------------------------------------------------- | ---------------------------------------------------------------- |
| Ả Rập Xê Út       | Tầng 20, Lotte Center Hanoi, 54 phố Liễu Giai, phường Ngọc Khánh, quận Ba Đình                           | 024-37264373/6                   | 024-37264374           | viemb@mofa.gov.sa                                                           | Ả Rập Xê Út                                                      |
| Ai Cập            | 63 phố Tô Ngọc Vân, phường Quảng An, quận Tây Hồ                                                         | 024-38294999                     | 024-38294997           | egyembhanoi@yahoo.com                                                       | Ai Cập Lưu trữ ngày 9 tháng 10 năm 2017 tại Wayback Machine      |
| Anh               | Tầng 4 Central Building, 31 phố Hai Bà Trưng, phường Tràng Tiền, quận Hoàn Kiếm.                         | 024-39360500                     | 024-39360561           | generalenquiries.vietnam@fco.gov.uk                                         | Anh                                                              |
| Algérie           | 13 phố Phan Chu Trinh, phường Phan Chu Trinh, quận Hoàn Kiếm.                                            | 024-38253865/ 39332151           | 024-38260830           | ambassade@algerie.vn                                                        | Algérie                                                          |
| Angola            | Biệt thự A4, Khu Ngoại giao đoàn Vạn Phúc, phường Ngọc Khánh, quận Ba Đình.                              | 024-62583559/6                   | 024-62583504/ 62583550 |                                                                             | Angola                                                           |
| Áo                | Tầng 8, tòa nhà Prime Center, 53 phố Quang Trung, phường Nguyễn Du, quận Hai Bà Trưng.                   | 024-39433050                     | 024-39433055           | hanoi-ob@bmeia.gv.at                                                        | Áo                                                               |
| Argentina         | Phòng 401, Tầng 4 Sentinel Place, 41A phố Lý Thái Tổ, phường Lý Thái Tổ, quận Hoàn Kiếm                  | 024-38315262/3/ 09/578           | 024-38315577/288       | eviet@mrecic.gov.ar                                                         | Argentina                                                        |
| Armenia           | 73 D5C Vườn Đào, ngõ 679 đường Lạc Long Quân, phường Xuân La, quận Tây Hồ                                | 024-37585228                     | 024-37585229           | armvietnamembassy@mfa.am                                                    | Armenia                                                          |
| Azerbaijan        | 6A phố Lê Hồng Phong, phường Điện Biên, quận Ba Đình                                                     | 024-37379011/12                  | 024-37379013           | az.emb.hanoi@gmail.com; hanoi@mission.mfa.gov.az                            | Azerbaijan                                                       |
| Ấn Độ             | 58-60 phố Trần Hưng Đạo, phường Hàng Bài, quận Hoàn Kiếm                                                 | 024-38244989/90                  | 024-38244998           | cons.hanoi@mea.gov.in pptvisa.hanoi@mea.gov.in                              | Ấn Độ                                                            |
| Ba Lan            | 3 phố Chùa Một Cột, phường Điện Biên, quận Ba Đình                                                       | 024-38452027/8                   | 024-38236914           | hanoi.amb.sekretariat@msz.gov.pl                                            | Ba Lan                                                           |
| Bangladesh        | Biệt thự D6B-05, khu Vườn Đào, 675 đường Lạc Long Quân, phường Xuân La, quận Tây Hồ                      | 024-37716625/ 37717829           | 024-37716628           | bdoothn@netnam.org.vn                                                       | Bangladesh Lưu trữ ngày 24 tháng 10 năm 2017 tại Wayback Machine |
| Belarus           | 66 phố Tô Ngọc Vân, phường Quảng An, quận Tây Hồ                                                         | 024-37192974                     | 024-37197125           | vietnam@mfa.gov.by                                                          | Belarus                                                          |
| Bỉ                | Tầng 9, tòa nhà Somerset Grand Hanoi, 49 phố Hai Bà Trưng, phường Trần Hưng Đạo, quận Hoàn Kiếm          | 024-39346179/80                  | 024-39346183           | hanoi@diplobel.fed.be                                                       | Bỉ                                                               |
| Brasil            | Tầng 4 tòa nhà HCO Building, số 44B phố Lý Thường Kiệt, phường Trần Hưng Đạo quận Hoàn Kiếm              | 024-38432544                     | 024-38432542           | brasemb.hanoi@itamaraty.gov.br                                              | Brasil                                                           |
| Brunei            | 298C phố Kim Mã, phường Kim Mã, quận Ba Đình                                                             | 024-37262001/2/3/4               | 024-37262010           | bruemviet@hotmail.com                                                       |                                                                  |
| Bulgaria          | 5 phố Núi Trúc, Khu Ngoại giao đoàn Vạn Phúc, phường Kim Mã, quận Ba Đình                                | 024-38452908                     | 024-38460856           | embassy.hanoi@mfa.bg; bgremb13@fpt.vn                                       |                                                                  |
| Campuchia         | 71 phố Trần Hưng Đạo, phường Hàng Bài, quận Hoàn Kiếm                                                    | 024-39424788                     | 024-39423225           | camemb.vnm@mfa.gov.kh                                                       |                                                                  |
| Canada            | 31 đường Hùng Vương, phường Điện Biên, quận Ba Đình                                                      | 024-37345000                     | 024-37345049           | hanoi@international.gc.ca                                                   | Canada                                                           |
| Chile             | Villa C8-D8, 14 phố Thụy Khuê, Thuỵ Khuê, Tây Hồ                                                         | 024-39351147/ 39351148           | 024-38430762           | embajada1@chile.org.vn                                                      | Chile Lưu trữ ngày 14 tháng 9 năm 2017 tại Wayback Machine       |
| Colombia          | Tầng 14, Corner Stone Building, 16 phố Phan Chu Trinh, phường Phan Chu Trinh, quận Hoàn Kiếm             | 024-39365318                     | 024-39365319           | evietnam@cancilleria.gov.co                                                 | Colombia                                                         |
| Cuba              | 65 phố Lý Thường Kiệt, phường Trần Hưng Đạo quận Hoàn Kiếm                                               | 024-39424775/ 39425070/ 39425071 | 024-39422426           | embacuba@fpt.vn                                                             |                                                                  |
| Cộng hòa Dominica | 10 phố Bà Huyện Thanh Quan, phường Điện Biên, quận Ba Đình                                               |                                  |                        |                                                                             |                                                                  |
| Đan Mạch          | Tầng 7 BIDV Tower, 194 đường Trần Quang Khải, phường Lý Thái Tổ, quận Hoàn Kiếm                          | 024-38231888                     | 024-38231999           | hanamb@um.dk                                                                | Đan Mạch Lưu trữ ngày 18 tháng 12 năm 2017 tại Wayback Machine   |
| Đông Timor        | 51 phố Nguyễn Du, phường Nguyễn Du, quận Hai Bà Trưng                                                    | 024-62782972                     | 024-62782973           | embassy.tl.vietnam@gmail.com                                                |                                                                  |
| Đức               | 29 đường Trần Phú, phường Điện Biên, quận Ba Đình                                                        | 024-32673335                     |                        | info@hano.diplo.de                                                          |                                                                  |
| El Salvador       | Tầng 7 toà nhà Capital Palace, 29 đường Liễu Giai, phường Ngọc Khánh, quận Ba Đình                       |                                  |                        |                                                                             |                                                                  |
| Hà Lan            | Tầng 7, tòa nhà BIDV Tower, 194 đường Trần Quang Khải, phường Lý Thái Tổ, quận Hoàn Kiếm                 | 024-38315650                     | 024-38315650           | han@minbuza.nl                                                              |                                                                  |
| Haiti             | 44/4 phố Vạn Bảo, phường Liễu Giai, quận Ba Đình                                                         | 024-7107 8888                    | 024-3726 5408          | amb.vietnam@diplomatie.ht                                                   |                                                                  |
| Hàn Quốc          | Lô SQ4, Khu Ngoại giao đoàn, đường Đỗ Nhuận, phường Xuân Tảo, quận Bắc Từ Liêm                           | 024-38315110-6/ -37710404        | 024-38315117/ 38316834 | korembviet@mofat.go.kr                                                      | Hàn Quốc                                                         |
| Hoa Kỳ            | 7 đường Láng Hạ, phường Thành Công, quận Ba Đình                                                         | 024-3850-5010                    | 024-3850-5010          |                                                                             | Hoa Kỳ                                                           |
| Hungary           | Tầng 9 Hanoi Lake View, 28 Thanh Niên, phường Yên Phụ, quận Tây Hồ                                       | 024-37715714/5                   | 024-37715714/5         | mission.hoi@mfa.gov.hu; hoi.mission@mfa.gov.hu                              |                                                                  |
| Hy Lạp            | 27-29 đường Âu Cơ, phường Quảng An, quận Tây Hồ                                                          | 024-37152254/ 37152263           | 024-37152253           | gremb.han@mfa.gr                                                            |                                                                  |
| Indonesia         | 50 phố Ngô Quyền, phường Hàng Bài, quận Hoàn Kiếm                                                        | 024-38253353/ 38257969           | 024-38253353/ 38257969 | hanoi.kbri@kemlu.go.id                                                      |                                                                  |
| Iran              | 54 đường Trần Phú, phường Điện Biên, quận Ba Đình                                                        | 024-38232120                     | 024-38232120           | iranemb.han@mfa.gov.ir; embirihn@gmail.com;                                 | Iran Lưu trữ ngày 26 tháng 6 năm 2019 tại Wayback Machine        |
| Ireland           | Tầng 2, tòa nhà Sentinel Place, 41A phố Lý Thái Tổ, phường Lý Thái Tổ, quận Hoàn Kiếm                    | 024-39743291                     | 024-39743295           | irishembassyhanoi@dfanet.ie                                                 | Ireland                                                          |
| Israel            | Tầng 10 Hanoi Towers, 49 phố Hai Bà Trưng, phường Trần Hưng Đạo, quận Hoàn Kiếm                          | 024-38433140                     | 024-38435760           | info@hanoi.mfa.gov.il                                                       | Israel                                                           |
| Kazakhstan        | Biệt thự 51, 10 phố Đặng Thai Mai, phường Quảng An, quận Tây Hồ                                          | 024-37180777                     | 024-37186777           |                                                                             |                                                                  |
| Kuwait            | 10 đường Lê Hồng Phong, phường Điện Biên, quận Ba Đình                                                   | 024-38489955/66/77               | 024-38489988           | ktembvn@gmail.com                                                           |                                                                  |
| Lào               | 40 phố Quang Trung, phường Trần Hưng Đạo, quận Hoàn Kiếm                                                 | 024-39424576                     | 024-39422271/ 38228414 | laoembassyhanoi@gmail.com                                                   |                                                                  |
| Libya             | A3 Vạn Phúc, Khu Ngoại giao đoàn Vạn Phúc, phường Kim Mã, quận Ba Đình                                   | 024-38453379                     | 024-38454977           | libyanembassy.hanoi@gmail.com                                               |                                                                  |
| Maroc             | 9 Chu Văn An, phường Điện Biên, quận Ba Đình                                                             | 024-37345586/87                  | 024-37345589           | info@moroccoembassy.vn                                                      | Ma-rốc Lưu trữ ngày 10 tháng 6 năm 2023 tại Wayback Machine      |
| Malaysia          | 43-45 Điện Biên Phủ, phường Điện Biên, quận Ba Đình                                                      | 024-37343836/ 37343849           | 024-37343832/ 37343829 | mwhanoi@kln.gov.my                                                          |                                                                  |
| México            | Phòng 033, 14 Thụy Khuê, phường Thụy Khuê, quận Tây Hồ                                                   | 024-38470948                     | 024-38470949           | embvietnam@sre.gob.mx                                                       |                                                                  |
| Mozambique        | 305 – 308 A2 Building, khu ngoại giao đoàn Vạn Phúc 298 Kim Mã, phường Kim Mã, quận Ba Đình              | 024-62684888                     | 024-62694999           |                                                                             |                                                                  |
| Mông Cổ           | Villa 6 Vạn Phúc, phường Kim Mã, quận Ba Đình                                                            | 024-38453009                     | 024-38453009           | hanoi@mfa.gov.mn                                                            |                                                                  |
| Myanmar           | 298 Kim Mã, Khu Ngoại giao đoàn Vạn Phúc, phường Kim Mã, quận Ba Đình                                    | 024-38453369/ 38232056           | 024-38452404           |                                                                             |                                                                  |
| Na Uy             | Tầng 8 Hanoi Towers, 49 phố Hai Bà Trưng, phường Trần Hưng Đạo, quậnHoàn Kiếm                            | 024-39748900                     | 024-39743301           | emb.hanoi@mfa.no                                                            | Na Uy Lưu trữ ngày 18 tháng 7 năm 2014 tại Wayback Machine       |
| Nam Phi           | Tầng 3 Central Building, 31 phố Hai Bà Trưng, phường Tràng Tiền, quận Hoàn Kiếm                          | 024-39362000                     | 024-39361991           | admin.hanoi@dirco.gov.za                                                    |                                                                  |
| New Zealand       | Phòng 504, tầng 5, số 63 phố Lý Thái Tổ, phường Tràng Tiền, quận Hoàn Kiếm                               | 024-38241481                     | 024-38241480           | nzembassy.hanoi@mft.net.nz                                                  | New Zealand                                                      |
| Nga               | 191 đường La Thành, phường Láng Thượng, quận Đống Đa                                                     | 024-38336991/2                   | 024-38336995           | rusemb.vietnam@mid.ru                                                       | Nga Lưu trữ ngày 1 tháng 9 năm 2009 tại Wayback Machine          |
| Nhật Bản          | 27 Liễu Giai, phường Ngọc Khánh, quận Ba Đình                                                            | 024-38463000                     | 024-38463043           | soumuhan@ha.mofa.go.jp                                                      | Nhật Bản                                                         |
| Nicaragua         | |                                  |                        |                                                                             |                                                                  |
| Nigeria           | 44/1 Vạn Bảo, khu ngoại giao đoàn Vạn Phúc, phường Kim Mã, quận Ba Đình                                  | 024-37263610                     | 024-37263615           | nigembvn@yahoo.com                                                          |                                                                  |
| Oman              | 74 Trích Sài, phường Bưởi, Quận Tây Hồ                                                                   | 024 -37592700/1                  | 024-37536666           | hanoi@mofa.gov.om                                                           |                                                                  |
| Pakistan          | 2 phố Vạn Bảo, phường Ngọc Khánh, quận Ba Đình                                                           | 024-37262251/52                  | 024-37262253           | parephanoi@mofa.gov.pk; parepvietnam@yahoo.com                              | Pakistan                                                         |
| Palestine         | E4B Trung Tự, khu ngoại giao đoàn Trung Tự, 6 phố Đặng Văn Ngữ, phường Trung Tự, quận Đống Đa            | 024-38524013                     | 024-35739149/ 39349696 | palembvn@gmail.com                                                          | Palestine                                                        |
| Panama            | Tầng 9 Central Office Building, 44B phố Lý Thường Kiệt, phường Trần Hưng Đạo, quận Hoàn Kiếm             | 024-39365213/ 39365443           | 024-39365214           | embpanamavietnam@mire.gob.pal; empanviet@yahoo.com                          |                                                                  |
| Peru              | Phòng 1402, Tầng 14, Corner Stone Building, 16 phố Phan Chu Trinh, phường Phan Chu Trinh, quận Hoàn Kiếm | 024-39363082                     | 024-39363081           | hanoi@peruembassy.vn                                                        | Peru Lưu trữ ngày 14 tháng 10 năm 2017 tại Wayback Machine       |
| Pháp              | 57 phố Trần Hưng Đạo, phường Hàng Bài, quận Hoàn Kiếm                                                    | 024-39445700                     | 024-39445717           | ambafrance.hanoi@diplomatie.gouv.fr                                         | Pháp Lưu trữ ngày 26 tháng 3 năm 2017 tại Wayback Machine        |
| Phần Lan          | Tầng 24, Lotter Center Hanoi, 54 phố Liễu Giai, phường Cống Vị, quận Ba Đình                             | 024-38266788                     | 024-38266766           | sanomat.han@formin.fi                                                       | Phần Lan Lưu trữ ngày 9 tháng 2 năm 2008 tại Wayback Machine     |
| Philippines       | 27B phố Trần Hưng Đạo, phường Hàng Bài, quận Hoàn Kiếm                                                   | 024-39437873 /4493/7948/9826     | 024-39435760           | hanoi.pe@dfa.gov.ph; hanoipe1977@gmail.com                                  | Philippines Lưu trữ ngày 21 tháng 4 năm 2017 tại Wayback Machine |
| Qatar             | 43 phố Trần Hưng Đạo, phường Hàng Bài, quận Hoàn Kiếm                                                    | 024-39430222/ 39440149           | 024-39440148           | hanoi@mofa.gov.qa                                                           | Qatar Lưu trữ ngày 11 tháng 9 năm 2017 tại Wayback Machine       |
| România           | 5 đường Lê Hồng Phong, phường Điện Biên, quận Ba Đình                                                    | 024-38452014/ 37338331           | 024-38430922           | romambhan@fpt.vn                                                            |                                                                  |
| Séc               | 13 phố Chu Văn An, phường Điện Biên, quận Ba Đình                                                        | 024-38454131/2                   | 024-38233996           | hanoi@embassy.mzv.cz; consulate_hanoi@embassy.mzv.cz; commerce_hanoi@mzv.cz | Séc                                                              |
| Singapore         | 41-43 đường Trần Phú, phường Điện Biên, quận Ba Đình                                                     | 024-38489168                     | 024-38489178           | singemb_han@mfa.sg                                                          | Singapore                                                        |
| Slovakia          | 12 phố Bà Huyện Thanh Quan, phường Điện Biên, quận Ba Đình                                               | 024-37347601/2                   | 024-37347603           | emb.hanoi@mzv.sk                                                            | Slovakia                                                         |
| Sri Lanka         | 55B đường Trần Phú, phường Điện Biên, quận Ba Đình                                                       | 024-37341894/5/6                 | 024-37341897           | slembvn@fpt.vn                                                              | Sri Lanka Lưu trữ ngày 20 tháng 10 năm 2017 tại Wayback Machine  |
| Tây Ban Nha       | 4 đường Lê Hồng Phong, phường Điện Biên, quận Ba Đình                                                    | 024-37715207/8/9                 | 024-37715206           | emb.hanoi@maec.es                                                           | Tây Ban Nha Lưu trữ ngày 19 tháng 5 năm 2017 tại Wayback Machine |
| Thái Lan          | 26 phố Phan Bội Châu, phường Cửa Nam, quận Hoàn Kiếm                                                     | 024-38235092/4                   | 024-38235088           | thaihan1@fpt.vn                                                             |                                                                  |
| Thổ Nhĩ Kỳ        | Tầng 14 Central Office Building, 44B phố Lý Thường Kiệt, phường Trần Hưng Đạo, quận Hoàn Kiếm            | 024-38222460                     | 024-38222458           | embassy.hanoi@mfa.gov.tr                                                    |                                                                  |
| Thụy Điển         | Tầng 15, toà nhà Daeha Business Center, 360 phố Kim Mã, phường Ngọc Khánh, quận Ba Đình                  | 024-37260400                     | 024-38232195           |                                                                             |                                                                  |
| Thụy Sĩ           | Tầng 15 Central Office Building, 44B phố Lý Thường Kiệt, phường Trần Hưng Đạo, quận Hoàn Kiếm            | 024-39346589                     | 024-39346591           | han.vertretung@eda.admin.ch                                                 |                                                                  |
| Triều Tiên        | 25 phố Cao Bá Quát, phường Điện Biên, quận Ba Đình                                                       | 024-38453008                     | 024-38231221           | dprkemb.hanoi@gmail.com                                                     |                                                                  |
| Trung Quốc        | 46 đường Hoàng Diệu, phường Điện Biên, quận Ba Đình                                                      | 024-38453736                     | 024-38232826           |                                                                             | Trung Quốc                                                       |
| UAE               | 20 phố Quảng An, phường Quảng An, quận Tây Hồ                                                            | 024-37264545                     | 024-37262020           | hanoi@mofa.gov.ae                                                           |                                                                  |
| Úc                | 8 đường Đào Tấn, phường Cống Vị, quận Ba Đình                                                            | 024-37740100                     | 024-37740111           |                                                                             |                                                                  |
| Ukraina           | 6 đường Lê Hồng Phong, phường Điện Biên, quận Ba Đình                                                    | 024-37344492                     | 024-37344497           | emb_vn@mfa.gov.ua                                                           |                                                                  |
| Uruguay           | 61 phố Lý Thường Kiệt, phường Trần Hưng Đạo, quận Hoàn Kiếm                                              | 024-37185747 024-37188047/8      | 024-37188049           | 024-37188049                                                                |                                                                  |
| Venezuela         | D6B-01 khu Vườn Đào, 675 đường Lạc Long Quân, phường Xuân La, quận Tây Hồ                                | 024-37592788/9                   | 024-37592728           | embavenezhanoi@yahoo.com                                                    |                                                                  |
| Ý                 | 9 phố Lê Phụng Hiểu, phường Tràng Tiền, quận Hoàn Kiếm                                                   | 024-38256246/ 38256256           | 024-38267602           | ambasciata.hanoi@esteri.it                                                  |                                                                  |

## Văn phòng hoặc Phái bộ
| Văn phòng/Phái bộ                               | Địa chỉ | Tel              | Fax             | E-mail                            | Website |
| ----------------------------------------------- | --- | ---------------- | --------------- | --------------------------------- | ------- |
| Văn phòng Kinh tế và Văn hóa Đài Bắc tại Hà Nội | Tầng 5, Trung tâm Chuyển Giao Công nghệ Quốc tế Hà Nội, 239 đường Xuân Thủy, phường Dịch Vọng Hậu, quận Cầu Giấy | 38335502/3/4/5   | 38335509        |                                   |         |
| Liên minh châu Âu                               | Tầng 24, khu vực phía Tây, tòa nhà Lotte, 54 phố Liễu Giai, phường Cống Vị, quận Ba Đình                         | +84 24 3941 0099 | +84 24 39461701 | Delegation-vietnam@eeas.europa.eu |         |

## Tổ chức đa phương
| Văn phòng/Phái bộ                                   | Địa chỉ                                                                                           | Tel                    | Fax                   | E-mail                       | Website            |
| --------------------------------------------------- | ------------------------------------------------------------------------------------------------- | ---------------------- | --------------------- | ---------------------------- | ------------------ |
| Chương trinh Phát triển của Liên Hợp Quốc           | Green One UN House, 304 đường Kim Mã, phường Ngọc Khánh, quận Ba Đình                             | 024-39421495           | 024-39422267          | registry.vn@undp.org         |                    |
| Quỹ Nhi đồng Liên Hợp Quốc                          | Green One UN House, 304 đường Kim Mã, phường Ngọc Khánh, quận Ba Đình                             | 024-38500100           | 024-37265520          | hanoi.registry@unicef.org    | UNICEF             |
| Quỹ Dân số Liên Hợp Quốc                            | Green One UN House, 304 đường Kim Mã, phường Ngọc Khánh, quận Ba Đình                             | 024-38236632           | 024-38232822          | vietnam.office@unfpa.org     | UNFPA              |
| Văn phòng Liên Hợp Quốc về chống Ma túy và Tội phạm | Tầng 5 Machinco Building, 444 Hoàng Hoa Thám, phường Thụy Khuê, quận Tây Hồ                       | 024-39388437-42        | 024-38220854/ 0382249 | fo.vietnam@unodc.org         |                    |
| Tổ chức Nông Lương Liên Hợp Quốc                    | Green One UN House, 304 đường Kim Mã, phường Ngọc Khánh, quận Ba Đình                             | 024-39424208           | 024-39423257          | FAO-VN@fao.org               |                    |
| Chương trình Phối hợp của Liên Hợp Quốc về HIV/AIDS | Green One UN House, 304 đường Kim Mã, phường Ngọc Khánh, quận Ba Đình                             | 024-38500100           | 024-38500100          |                              |                    |
| Tổ chức Giáo dục, Khoa học và Văn hóa Liên Hợp Quốc | Green One UN House, 304 đường Kim Mã, phường Ngọc Khánh, quận Ba Đình                             | 024-37470275           | 024-37470274          | registry@unesco.org.vn       |                    |
| Tổ chức Phát triển Công nghiệp Liên Hợp Quốc        | Green One UN House, 304 đường Kim Mã, phường Ngọc Khánh, quận Ba Đình                             | 024-38224490           | 024-39422484          | office.vietnam@unido.org     |                    |
| Tổ chức Y tế Thế giới                               | Green One UN House, 304 đường Kim Mã, phường Ngọc Khánh, quận Ba Đình                             | 024-38500100/ 38501888 | 024-37265520          | wpvnmwr@who.int              |                    |
| Cơ quan Phụ nữ Liên Hợp Quốc                        | Green One UN House, 304 đường Kim Mã, phường Ngọc Khánh, quận Ba Đình                             | 024-38500100           | 024-37265520          | registry.vietnam@unwomen.org |                    |
| Quỹ Tiền tệ Quốc tế                                 | Phòng 601, Tòa nhà 63 phố Lý Thái Tổ, phường Lý Thái Tổ, quận Hoàn Kiếm                           | 024-38243350           | 024-38251885          | rr-vnm@imf.org               |                    |
| Ngân hàng Phát triển châu Á                         | Tầng 3, Corner Stone Building, 16 phố Phan Chu Trinh, phường Phan Chu Trinh, quận Hoàn Kiếm       | 024-39331374           | 024-39331373          | adbvrm@adb.org               |                    |
| Ngân hàng Thế giới                                  | Phòng 601, Tòa nhà 63 phố Lý Thái Tổ, phường Lý Thái Tổ, quận Hoàn Kiếm                           | 024-39346600           | 024-39350752          | vietnam@worldbank.org        | Ngân hàng Thế giới |
| Tổ chức Tài chính Quốc tế                           | Phòng 601, Tòa nhà 63 phố Lý Thái Tổ, phường Lý Thái Tổ, quận Hoàn Kiếm                           | 024-39342282           | 024-39342282          | lha1@ifc.org                 |                    |
| Cộng đồng Pháp ngữ                                  | #202 và #302 E4B, khu ngoại giao đoàn Trung Tự, 6 phố Đặng Văn Ngữ, phường Trung Tự, quận Đống Đa | 024-35735243/45        | 024-35735247          | brap@francophonie.org        |                    |
| Tổ chức Di trú Quốc tế                              | 304 đường Kim Mã, phường Ngọc Khánh, quận Ba Đình                                                 | 024-38500100           | 024-37265519          | hanoi@iom.int                |                    |
| Tổ chức Lao động Quốc tế                            | 48-50 đường Nguyễn Thái Học, phường Điện Biên, quận Ba Đình                                       | 024-37340902           | 024-37340904          | hanoi@ilo.org                |                    |
| Quỹ Phát triển Nông nghiệp Quốc tế                  | Phòng 103, B3, khu ngoại giao đoàn Vạn Phúc, phường Kim Mã, quận Ba Đình                          | 024-37265104           | 024-37265103          |                              |                    |

## Đại sứ quán cũ
- Afghanistan[1]
- Albania[2]
- Ghana[3]
- Iraq[4] Tháng 8/2017, trước những khó khăn về kinh tế, tài chính và những hệ lụy của cuộc chiến chống khủng bố, Iraq tạm thời đóng cửa Đại sứ quán tại Hà Nội. Hiện nay, Đại sứ quán Iraq tại Indonesia kiêm nhiệm Việt Nam.
- Serbia[5]
- Sudan[6] Tháng 8/2018, do khó khăn về kinh tế, Sudan đã đóng cửa Đại sứ quán tại Hà Nội.
- Yemen[7]